# Pharochilus dilatatus
Pharochilus dilatatus là một loài bọ cánh cứng trong họ Passalidae. Loài này được Dalman miêu tả khoa học năm 1817.